# Frédéric Bessy
Frédéric Bessy (Villefranche-sur-Saône, 9 januari 1972) is een voormalig Frans wielrenner, beroeps van 1995 tot 2007.  

## Belangrijkste overwinningen
2004
- GP Lugano

## Resultaten in voornaamste wedstrijden
| Jaar | Ronde van Italië | Ronde van Frankrijk | Ronde van Spanje |
| ---- | ---------------- | ------------------- | ---------------- |
| 1996 |                  |                     | opgave           |
| 1997 |                  |                     | 70e              |
| 1998 | 79e              |                     | 43e              |
| 1999 |                  | 42e                 |                  |
| 2000 |                  |                     | opgave           |
| 2001 |                  | 119e                |                  |
| 2002 |                  | 67e                 |                  |
| 2003 |                  |                     |                  |
| 2004 |                  | opgave              |                  |
| 2005 |                  | 129e                |                  |
| 2006 |                  |                     | 41e              |
| 2007 | 66e              |                     |                  |

| Jaar | Milaan-San Remo | Amstel Gold Race | Luik-Bast.‑Luik | Ronde van Lombardije | Parijs-Tours |  | WK op de weg |
| ---- | --------------- | ---------------- | --------------- | -------------------- | ------------ |  | ------------ |
| 1996 |                 |                  |                 |                      |              |  |              |
| 1997 |                 |                  |                 | 53e                  | 114e         |  |              |
| 1998 |                 |                  |                 |                      |              |  |              |
| 1999 | 136e            | 50e              |                 |                      |              |  |              |
| 2000 |                 |                  |                 |                      |              |  |              |
| 2001 |                 |                  | 91e             |                      | 135e         |  | 68e          |
| 2002 | 93e             |                  | 89e             |                      |              |  |              |
| 2003 |                 |                  | 87e             |                      | 119e         |  | 107e         |
| 2004 |                 |                  |                 | 60e                  | 149e         |  |              |
| 2005 |                 |                  |                 |                      |              |  |              |
| 2006 |                 | 94e              |                 |                      |              |  |              |
| 2007 |                 |                  |                 |                      |              |  |              |